# Яновська Софія Олександрівна
Софія Олександрівна Яновська (дошлюбне прізвище — Неймарк; нар. 31 січня 1896, Пружани — пом. 24 жовтня 1966, Москва) — радянський математик і педагог, професор з 1931 року, доктор фізико-математичних наук з 1935 року.

## Біографія
Народилася 19 [31] січня 1896 року у місті Пружанах Гродненської губернії Російської імперії (нині Берестейська область, Білорусь) в єврейській сім'ї. У ранньому дитинстві з батьками переїхала до Одеси. Навчалась в Одеській гімназії, де її вчителем з математики був Іван Юрійович Тимченко. 1915 року поступила на Вищі жіночі курси де вивчала математику у Івана Тимченка і Самуїла Шатуновського.
Під час навчання на курсах стала учасницею підпільного Червоного Хреста допомоги політв'язням, а у листопаді 1918 року вступила до РКП(б), де виконувала різні відповідальні доручення губернського партійного комітету, редагувала газету «Комуніст», яка друкувалася у Одеських катакомбах. Згодом приїхала до Єлисаветграда для боротьби із залишками григорівських загонів. У 1919 році вступила до лав Червоної армії, де вела політичну роботу; протягом 1920—1923 років працювала в Одеському губкомі партії.
Упродовж 1923—1929 років навчалася в Інституті червоної професури в Москві. Одночасно відвідувала семінари Дмитра Єгорова і Вячеслава Степанова у Московському університеті. З 1925 року керувала семінаром з методології математики та природознавства для студентів та аспірантів Московського університету та вела деякі курси в Інституті червоної професури. Завідувала кафедрою вищої алгебри в Московському університеті. Створила колектив, який вивчав математичні рукописи Карла Маркса і опублікувала частину рукописів з пояснювальною статтею.
В роки німецько-радянської війни, з 1941 по 1943 рік, працювала у Пермському державному університеті. У 1943—1959 роках — завідувач кафедри історії математики та математичної логіки Московського університету, там же викладала історію та філософію математики. У 1943 році організувала на механіко-математичному факультеті університету науково-дослідний семінар з математичної логіки, яким керувала спільно з Іваном Жегалкіним та Петром Новіковим. У 1951 році нагороджена орденом Леніна. 1959 року активно сприяла створенню на механіко-математичному факультеті самостійної кафедри математичної логіки на чолі з Андрієм Марковим і до кінця своїх днів була її професором.
Померла у Москві 24 жовтня 1966 року. Похована у Москві на Новодівочому цвинтарі.

## Праці
Праці вченої відносяться до основ математики, математичної логіки, філософії та історії математики. Серед робіт:
- Категорії кількості Гегеля та сутність математики / «Под знаменем марксизма», № 3, 30—71 (1928) (рос.);
- Закон єдності протилежностей у математиці / «Естествзнание и марксизм», № 1, 17—32 (1929) (рос.);
- Ідеалізм у сучасній філософії математики / «Естествзнание и марксизм», № 2—3, 10—31 (1930) (рос.);
- Чергові завдання математиків-марксистів / «Под знаменем марксизма», № 5, 88—94 (1930) (рос.);
- Математика у Великій радянській енциклопедії / «Вестник коммунистической академии», № 2—3, 146—154 (1931) (рос.);
- Гегель і математика / «Под знаменем марксизма», № 11—12, 107—120 (1931) (рос.);
- Про математичні рукописи Маркса / «Под знаменем марксизма», № 1, 74—115 (1933) (рос.);
- Ідеалізм та математика / «Фронт науки и техники», № 5—6, 43—51 (1934) (рос.);
- Сучасні течії у буржуазній філософії математики / «Фронт науки и техники», № 3, 37—43 (1935) (рос.);
- Про математичну строгість / «Вопросы философии», № 3 (1966) (рос.).

В останні роки життя написала низку важливих статей для «Філософської енциклопедії» і для збірки «Проблеми логіки».